# David Hungate
David Hungate (ur. 5 sierpnia 1948 roku w Teksasie) – amerykański basista. W latach 1977–1982, 2009 oraz 2014–2015 członek grupy muzycznej Toto. W 1983 roku zastąpił go Mike Porcaro.

## Wybrana dyskografia
Toto
- Toto (1978)
- Hydra (1979)
- Turn Back (1981)
- Toto IV (1982)